# 6072 Hooghoudt
6072 Hooghoudt è un asteroide della fascia principale. Scoperto nel 1971, presenta un'orbita caratterizzata da un semiasse maggiore pari a 3,1523167 au e da un'eccentricità di 0,0195487, inclinata di 9,16506° rispetto all'eclittica.
L'asteroide è dedicato all'ingegnere olandese Bernard G. Hooghoudt.